# Cabugao
Cabugao é um município de  primeira classe de renda municipal (d) na província Ilocos Sul, nas Filipinas. De acordo com o censo de 1 de maio  de  2020 possui uma população de 38 884 pessoas e 9 172 domicílios.